# Дубівська селищна територіальна громада
Дубівська селищна громада — територіальна громада в Україні, у Тячівському районі Закарпатській області. Адміністративний центр — селище Дубове.
Площа громади —  км², населення —  мешканців (2020).
Утворена 12 червня 2020 року шляхом об'єднання Дубівської селищної, Калинівської і Краснянської сільських рад Тячівського району.

## Населені пункти
До складу громади входять 5 населених пунктів — 1 селище (Дубове) і 4 села:
- с. Вишній Дубовець
- с. Калини
- с. Красна
- с. Нижній Дубовець